# Salix sinica
Salix sinica är en videväxtart som först beskrevs av Kin Shen Hao, C.F. Fang och A.K. Skvortsov, och fick sitt nu gällande namn av Guang Hua Zhu. Salix sinica ingår i släktet viden, och familjen videväxter.

## Underarter
Arten delas in i följande underarter:
- S. s. dentata
- S. s. subsessilis